# Motor de vórtice atmosférico
El motor de vórtice atmosférico o AVE por sus siglas en inglés (Atmospheric Vortex Engine) es una estación de generación de energía que aprovecha la naturaleza de formación de tornados para generar energía eléctrica limpia y renovable empleando el calor del sol o residuos de fábricas industriales para comenzar a andar.
El daño ambiental generado a partir de los gases de efecto invernadero, principalmente debido a la quema de combustibles fósiles se ha visto cada vez más presente en las últimas décadas. A pesar de todas los esfuerzos por eliminar la dependencia de estos y abrir las puertas a la energía limpia de fuentes renovables, el consumo de combustibles fósiles pareciera seguir yendo al alza día con día.
La necesidad ambiental de detener el consumo desenfrenado de combustibles fósiles junto con la imaginación y creatividad lleva a las mentes curiosas a innovar en nuevas soluciones para nuestro planeta, informa la cadena de noticias T13. Tal es el caso de Louis M. Michaud, quien ha ideado la forma de aprovechar íntegramente el potencial energético creado por una de las mayores fuerzas de la naturaleza: los tornados. “La energía está allí, pero recolectarla y/o almacenarla de forma eficiente ya pasa a ser nuestro problema, y no de la fuente de energía”

## Funcionamiento
El mecanismo de vórtex atmosférico funciona creando un torbellino de viento controlado que captura la energía mecánica producida a partir del calor llevado hacia arriba por convección en la atmósfera. El torbellino se produce cuando se ingresa aire húmedo o caliente de forma tangencial hacia un contenedor circular. La forma de entrada de aire de manera tangencial genera que el aire húmedo comience a girar dentro del contenedor mientras se eleva hacia la superficie del mismo creando el efecto de un tornado. Turbinas ubicadas en la parte baja periferia del contenedor se encargan de colectar el trabajo realizado por convección y transformarlo en energía. La fuente de calor puede ser energía solar, agua caliente o residuos industriales caloríficos.
El mecanismo no se basa en literalmente tomar la fuerza de un tornado. Se pretende imitar las condiciones físicas y meteorológicas que dan origen a un tornado, y llevarlas escaladas a condiciones controladas a partir de las cuales se pueda generar energía. “No me gusta decir que produzco tornados porque asusto a la gente”, reconoce Louis Michaud. El mecanismo se da cuando aire caliente es depositado en la parte inferior de una pista circular, debido a la diferencia de presión y temperatura, el aire tendrá a subir; al encontrarse con corrientes de aire frío del ambiente, la masa de aire dará inicio a un movimiento rotacional tal como sucede a gran escala.

## Capacidad Energética
Una estación de AVE puede tener dimensiones hasta de 200 m de diámetro y generar alrededor de 200 MW de energía eléctrica con costos menores a 3 dólares por kW/h.
El mecanismo de vórtice atmosférico basa su funcionamiento en los mismos principios termodinámicos de una chimenea. En el caso del mecanismo vórtex, la chimenea física es reemplazada por fuerza centrífuga. No existe la necesidad de usar mecanismos solares como en el caso de una chimenea solar.

## Modelos existentes
Existen actualmente tres estaciones de energía por AVE en Estados Unidos.
- El primero fue el primer modelo creado por Louis M. Michaud desarrollado entre 2006 y 2010, el cual mide únicamente 1 metro de altura.
- En 2008 se creó el primer mecanismo expuesto al exterior llamado Air Convective Vortex Model con una altura de 5 metros.
- En 2012 se desarrolló la primera estación oficial financiada por Breakout Labs con una planta de 1o metros de altura.
- En 2015 se comenzó el proyecto para una nueva estación de entre 15 y 20 metros de altura. El proyecto sigue en desarrollo.

## Problemáticas
Actualmente la principal problemática que genera el uso de la energía por fuentes renovables contra los combustibles fósiles es la alta producción a bajo costo. Esta nuevo e innovador invento, como su lo indica su productor, sería económicamente rentable, debido a que podría trabajar a partir de los residuos térmicos de las industrias, logrando producir la cantidad de energía necesaria para que la misma industria trabaje sin dependencia de energía externa. Actualmente el prototipo de producción continua en proceso.